# 加藤孝造
加藤 孝造（かとう こうぞう、1935年〈昭和10年〉3月12日 - 2023年〈令和5年〉4月17日）は、荒川豊蔵を第一世代とする美濃の第三世代の陶芸家。「瀬戸黒」人間国宝。
岐阜県土岐郡瑞浪町（現・瑞浪市河戸町）出身で後に多治見市星ケ台に移住した。2012年旭日小綬章受章。瑞浪市、多治見市、可児市の名誉市民。美濃陶芸協会会長、名誉会長及び名誉顧問を務めた。

## 経歴

### 岐阜県陶磁器試験場時代
瑞浪市土岐町で製糸業を営む家に生まれた。瑞浪町立瑞浪中学校を卒業後、岐阜県立多治見工業高等学校窯業科（現セラミック科）に進学。ほどなく全国最年少の18歳で日展洋画部に入選し、「天才」と騒がれる。高校卒業後、多治見市の岐阜県陶磁器試験場（後に岐阜県セラミックス研究所）に研究生として入所及び就職。当時の試験場長は陶芸家の加藤幸兵衛（本名加藤福寿）（五代）。試験場に工芸科ができると、工芸の研究を始める。洋画を趣味で続けながら試験場勤務を続けていたが、25歳（時代背景は1960年及び昭和35年）に偶然に岐阜県陶磁器試験場に訪れた荒川豊蔵に出会う。人間国宝 荒川豊蔵作の志野茶碗との出会いであった。17年間の試験場勤務中、実作活動をするだけでなく、主任技師として志野の第四世代の玉置保夫らを岐阜県陶磁器試験場の立場で指導している。
その間、1962年、朝日新聞社主催・現代陶芸展課題作部にて三席入賞、日本伝統工芸展にて「志野日帯紋壺」初入選、以後同展に出品し、1966年には同工芸会正会員になっている。1967年、朝日陶芸展にて「鉄釉壺」優秀賞を受賞し、同展評議員になり、1968年の日本伝統工芸展にて「鉄釉花器」優秀賞（朝日賞）受賞し、1969年には第1回東海伝統工芸展最高賞（第一席）を受賞した。

### 独立以後　作陶30年記念まで
1970年・昭和45年（孝造35歳時）には、岐阜県陶磁器試験場を退職して独立する。多治見市の小さな陶房で陶芸作家としての道を歩み始め、荒川豊蔵に師事（外弟子＝そとでし）する。昭和40年から起きた第一次陶芸ブームの後期1971年（昭和46年）年に独自の穴窯を築く。
1972年（昭和47年）師と仰いだ故荒川豊蔵の紹介で日本橋の三越本店においてデビュー初個展を開く。この時は志野も出品したが当時の得意の鉄釉作品や鉄釉結晶作品が多かった。同店における個展は以後1988年まで隔年ごとに計9回開催される（1988年の個展は「作陶30年記念展」）。その間、1973年（昭和48年）に、岐阜県可児市（当時は可児町）に穴窯と登窯二基を築き、昔ながらの薪窯や手回しろくろを使った美濃桃山陶の独自研究及び作品制作に打ち込んだ。
1975年（昭和50年）には中日国際陶芸展評議員となっている。また毎日新聞主催・日本陶芸展に推薦招待出品をし、朝日陶芸展審査員となる（1963年に陶芸家の登龍門として発足。2008年の第46回展をもって最終。事実上の廃公募展になる。）。
1983年（昭和58年）、美濃陶芸協会内にて創設された加藤幸兵衛賞の第1回受賞者、さらに東海伝統工芸展監査員となる。1985年（昭和60年）日本陶磁協会賞と岐阜日々新聞社賞教育文化賞を受賞した。（現在の地元紙である岐阜新聞による）1986年（昭和61年）中日国際陶芸展審査員となる。当時の大阪OBP(大阪ビジネスパーク構想プロジェクト）の松下グループの松下興産が開発先導したTWIN21のナショナルタワーとMIDタワーのメインロビーに志野陶壁「漠煌平」と織部陶壁「海潮音」を制作する。気宇壮大な偉容と圧巻の大陶壁に、当時の東大寺の管長を務めた清水公照が「陶巖壁」と命名した。この大作につづく作品陶巖壁13面が、翌年松坂屋本店において「大自然の讃歌――太陽と水と緑　孝造志野・織部陶巖壁展」として展示された。なお、1986年（昭和61年）には多治見市東濃信用金庫本店ロビーでの志野陶壁「みのり」の制作をも行っている。

### 作陶30年記念の後　作陶50年記念まで
バブル時代全盛期の1990年（平成2年）、大阪・松下IMPビルのロビーに陶壁「展」を、天皇即位の礼を祝って岐阜県より献上の志野扁壺を制作する。美濃陶芸協会会長になり、岐阜県文化懇話会員に就任する。1991年、現代陶芸の美展（セゾン美術館）に招待出品し、多治見市無形文化財「志野・瀬戸黒」認定保持者となる。1992年（平成4年）、岐阜市葬祭殿ロビーに陶壁「夢」を、多治見市産業文化センター5階ホールに陶壁「清輝」を制作する。1994年（平成6年）、東海テレビ文化賞を受賞し、多治見市役所ロビーに陶壁「濤」を制作する。1995年（平成７年）瑞浪市立瑞浪小学校ロビーに陶壁「風魂」を制作し、岐阜県重要無形文化財「志野・瀬戸黒」認定保持者となる。1996年（平成8年）現代日本の陶芸秀作―アジア巡回展に出品する。1997年（平成9年）社団法人美濃陶芸協会名誉会長に就任する。1998年（平成10年）中日文化賞を受賞し、岐阜県芸術文化顕彰を受ける。1999年（平成11年）陶房に新潟県豪雪地帯からの築100年以上の古民家を移築し、美濃陶芸協会会員の為の若手育成の為に「風塾」を創設運営する。主な塾生は美濃陶芸協会の若手作家が多かった。2002年（平成14年）日本陶芸展（毎日新聞改組）に招待（以後隔年）される。国際陶磁器フェスティバル・美濃02（陶芸部門）審査員を務める。東京国立近代美術館「昭和の桃山復興展」において豊蔵陶芸についてギャラリートークを行い、丸沼芸術の森にて幽玄の世界「瀬戸黒孝造展」を開催する。2003年（平成15年）第4回織部賞を受賞し、日本伝統工芸展50周年記念「わざの美」展に出品する。岐阜県文化財保護審議会委員および岐阜県現代陶芸美術館協議会会長に就任する。2005年（平成17年）、岐阜県陶磁資料館顧問に就任し、地域文化功労者文部科学大臣表彰を受ける。2007年（平成19年）紺綬褒章を受章し、イギリスロンドン・大英博物館主催の日本伝統工芸展50年記念「わざの美」展に出品する。2008年（平成20年）、日本橋三越本店にて、作陶50年記念「加藤孝造陶展」を開催する。

### 作陶50年以降
2009年（平成21年）日本陶芸協会賞金賞を受賞する。同年から社団法人美濃陶芸協会名誉顧問。2010年（平成22年）「瀬戸黒」 重要無形文化財保持者 （人間国宝）に認定される。2012年（平成24年）旭日小綬章受章し同年瑞浪市の名誉市民に選ばれる。2013年（平成25年）に多治見市名誉市民に推挙され可児市名誉市民にも選ばれた。とうしん美濃陶芸美術館の2015年5月開館（平成27年）に際して陶壁「連」（つらなり）を制作。美術館の入り口から入って真正面に展示されている。最晩年及び晩年は孝造自身の作品はもとより、長年師と仰ぎ自ら傾倒し各種方面から大収集した故人間国宝荒川豊蔵の代表作品や関連する美濃陶磁資料を地元ならず各地の美術館などに寄贈した。
2023年4月17日（令和5年）岐阜県多治見市の病院で急性心不全で死去。88歳没。
2023年（令和5年）6月下旬から7月2日まで、とうしん美濃陶芸美術館（地元多治見市にある信用金庫本店の、東濃信用金庫関連施設）において追悼展が開催され、「黄瀬戸、志野、灰釉など初公開含む15点」が展示された。
2023年（令和5年）7月10日、美濃陶芸協会は「若手陶芸家の育成や美濃陶芸発展への貢献をたたえ」「美濃陶磁育成智子賞」で初の特別顕彰を贈った。
2023年（令和5年）7月31日、バロー文化ホール（多治見市文化会館）において瑞浪市、多治見市、可児市、美濃陶芸協会の主催により「名誉市民　故 加藤孝造氏追悼式」が執り行われ、約900人が参列した。7月31日から8月31日まで岐阜県セラミックス研究所（多治見市星ケ台）において、「加藤孝造追悼展」として氏の陶磁器試験場職員時代の「見本試作品」64点が展示される。
岐阜県可児市は2023年（令和5年）8月23日の定例会見で「加藤孝造さんが生前に作陶していた窯などの寄付を受ける考えを明らかにした」。同市久々利平柴の窯場の土地、付随する建物（古民家移築群）、平成時代に築き上げ整備した登り窯や穴窯等の全て。市によると、寄贈されるのは、建物3棟（計406平方メートル）と土地（9803平方メートル）、敷地内の窯や道具、加藤さんが収集した美術品などが遺族親族側より寄付寄贈される申し出と公式に発表。市は荒川豊蔵資料館と並んで「美濃桃山陶の聖地」「志野焼誕生地の聖地」として幅広く世界に可児市としてもPRしていく考えだと表明している。2024年11月30日から2025年3月16日まで岐阜県現代陶芸美術館ギャラリーIにおいて「人間国宝　加藤孝造　追悼展」が開催された。

## 所蔵
- 国立近代美術館[15]
- ニューヨーク・クラフト美術館[15]
- 岐阜県美術館[15]
- 宮内庁・赤坂迎賓館[15]
- 岐阜県現代陶芸美術館[15]
- とうしん美濃陶芸美術館（多治見市虎渓山町）[15]
- 瑞浪市陶磁資料館[16]
- その他[17]。

なお、若手作家の制作活動支援を行う「丸沼芸術の森」（埼玉県朝霞市；代表：須崎勝茂）は「制作の養分となるよう」な芸術作品として加藤孝造作品を300点以上所蔵している。
多治見市図書館には、多数の加藤孝造作陶展カタログや加藤が収集した貴重な図録からなる「加藤孝造コレクション」が配架されている。
また、多治見駅構内には、 鈴木藏の作品とともに加藤孝造の作品が展示されている。 多治見駅 前の「クリスタルプラザ」ビル玄関の壁は、9点の陶芸作品による＜存在の始まる源を示す＞オブジェ「環」（2008年6月完成）によって飾られている。
なお、ドイツ学術交流会東京事務所長等を務め、ボン独日協会長等を歴任、その傍ら良枝夫人とともに陶芸家として独日両国で個展を開き活躍していたドイツ人、ディールク・シュトゥッケンシュミット（Dierk Stuckenschmidt; 1939-2020）は、尊敬する師として加藤孝造の陶房を幾度か訪れている。

## 国立国会図書館所蔵資料
- 加藤孝造編 『加藤孝造展 : 2009-2010』　（会期・会場: 2009年8月1日-2010年3月28日 岐阜県現代陶芸美術館ギャラリー2）　加藤孝造,　2009
- 加藤孝造 『人間国宝加藤孝造陶・画の世界 : 特別展』 瑞浪市陶磁資料館, 2017.9
- 加藤孝造 『人間国宝加藤孝造寄贈作品集』 可児郷土歴史館編. 可児郷土歴史館, 2019.7
- 加藤孝造 『人間国宝加藤孝造 : 村田允コレクション展 : 特別展』 瑞浪市陶磁資料館, 2018.10
- 加藤孝造 『人間国宝加藤孝造展 = Kato Kozo exhibition : 作品寄贈記念特別展』瑞浪市陶磁資料館, 2016.10
- 杉浦澄子 「加藤孝造展」日本陶磁協会編 『陶説』 (通号 448) 1990.07, pp. 74～76
- 榎本徹 「加藤孝造試論」日本陶磁協会編 『陶説』 (通号 677) 2009.8, pp.18～21
- 久保庭啓一郎「美濃・平柴谷の老子、加藤孝造さんのこと」日本陶磁協会編 『陶説』 (通号 677) 2009.8, pp.15～17
- 「二〇〇八年度日本陶磁協会賞・金賞贈賞式--小池頌子・加藤孝造展」 日本陶磁協会 編 『陶説』 (通号 680) 2009.11, pp.96～98
- 『岐阜県陶磁器試験場の100年展 : 人間国宝加藤土師萌・加藤孝造を輩出した試験研究機関のあゆみ : 図録』 岐阜県セラミックス研究所編. 岐阜県セラミクッス研究所, 2011.12
- 加藤孝造, 鯉江良二, 榎本徹他「日本陶磁協会岐阜県支部トークセッション」 日本陶磁協会編 『陶説』 (通号 598) 2003.1, pp.69～83
- 杉浦澄子 「加藤孝造展」 日本陶磁協会編 『陶説』 (448) 1990-07, pp. 74～76
- 「加藤孝造」 日本陶磁協会編 『陶説』 (393) 1985-12
- 「加藤孝造」 『美術の窓 = The window of arts 16』 (11)(173)  生活の友社, 1997, pp. 178～179

記録映画
「瀬戸黒加藤孝造のわざ Setoguro the art of Kato Kozo : 平成二十五年度工芸技術記録映画」映像資料 文化庁 企画, 村山正実 脚本, 加藤孝造 [出演]. 桜映画社,　2014